# Basquetebol nos Jogos Pan-Americanos de 2019 - 3x3 feminino
O torneio feminino 3x3 de basquetebol nos Jogos Pan-Americanos de 2019 foi realizado entre 27 de julho e 29 de julho no Coliseo Eduardo Dibós. Seis equipes participaram do evento.
A seleção dos Estados Unidos foi campeã invicta após derrotar a equipe da Argentina em final equilibrada, tornando-se a primeira campeã pan-americana da modalidade. 

## Medalhistas
|  | USA Estados Unidos                                          |  | ARG Argentina                                                 |  | DOM República Dominicana                                       |
|  | Ruth Hebard Sabrina Ionescu Olivia Nelson Christyn Williams |  | Andrea Boquete Melisa Gretter Victoria Llorente Natacha Pérez |  | Carolay Hernández Sugeiry Monsac Giocelis Reynoso Nelsy Sentil |

## Formato
As seis equipes jogam entre si em turno único, totalizando cinco jogos. As quatro primeiras colocadas se classificaram as semifinais, e as duas ultimas decidem o quinto lugar. Nas semifinais, as vencedoras disputaram a medalha de ouro e as perdedoras a de bronze.

## Primeira fase
Grupo A
|  | Equipes classificadas à fase final          |
|  | Equipes classificadas à disputa de 5º lugar |

Todas as partidas seguem o fuso horário local (UTC-5).
| Equipe               | J | V | D | PP  | PC | SP  | Pontos |
| -------------------- | - | - | - | --- | -- | --- | ------ |
| Estados Unidos       | 5 | 5 | 0 | 102 | 48 | +54 | 10     |
| Argentina            | 5 | 4 | 1 | 76  | 68 | +8  | 8      |
| República Dominicana | 5 | 3 | 2 | 68  | 73 | –5  | 6      |
| Brasil               | 5 | 2 | 3 | 76  | 89 | –13 | 4      |
| Venezuela            | 5 | 1 | 4 | 72  | 80 | –8  | 2      |
| Uruguai              | 5 | 0 | 5 | 55  | 91 | –36 | 0      |

| 27 de julho 14:30 | Relatório | Brasil                  | 14–16 | República Dominicana |  | Coliseo Eduardo Dibós, Lima Árbitros: Sonia Maldonado / Ángel Martínez (PUR) |  |
| 27 de julho 14:30 | Relatório | Pts: Mariano, Mineiro 5 |       | Pts: Hernández 9     |  | Coliseo Eduardo Dibós, Lima Árbitros: Sonia Maldonado / Ángel Martínez (PUR) |  |

| 27 de julho 15:00 | Report | Venezuela            | 14–8 | Uruguai       |  | Coliseo Eduardo Dibos Árbitros: Glenn Tuitt (USA) / Carolina Zachi (BRA) |  |
| 27 de julho 15:00 | Report | Pts: Wallen, Pérez 5 |      | Pts: Gayoso 3 |  | Coliseo Eduardo Dibos Árbitros: Glenn Tuitt (USA) / Carolina Zachi (BRA) |  |

| 27 de julho 15:30 | Relatório | Estados Unidos         | 21–15 | Argentina       |  | Coliseo Eduardo Dibós, Lima Árbitros: Kayla Herdman (CAN) / Gonzalo Paz (URU) |  |
| 27 de julho 15:30 | Relatório | Pts: Ionescu, Hebard 9 |       | Pts: Llorente 8 |  | Coliseo Eduardo Dibós, Lima Árbitros: Kayla Herdman (CAN) / Gonzalo Paz (URU) |  |

| 27 de julho 17:30 | Relatório | República Dominicana | 10–12 | Argentina      |  | Coliseo Eduardo Dibós, Lima Árbitros: Kayla Herdman (CAN) / Carolina Zachi (BRA) |  |
| 27 de julho 17:30 | Relatório | Pts: Monsac 5        |       | Pts: Boquete 8 |  | Coliseo Eduardo Dibós, Lima Árbitros: Kayla Herdman (CAN) / Carolina Zachi (BRA) |  |

| 27 de julho 18:00 | Report | Uruguai       | 5–21 | Estados Unidos |  | Coliseo Eduardo Dibos Árbitros: Kayla Herdman (CAN) / Sonia Maldonado (PUR) |  |
| 27 de julho 18:00 | Report | Pts: Gayoso 5 |      | Pts: Hebard 7  |  | Coliseo Eduardo Dibos Árbitros: Kayla Herdman (CAN) / Sonia Maldonado (PUR) |  |

| 27 de julho 18:30 | Relatório | Brasil         | 22–20 | Venezuela      |  | Coliseo Eduardo Dibós, Lima Árbitros: Ángel Martínez (PUR) / Glenn Tuitt (USA) |  |
| 27 de julho 18:30 | Relatório | Pts: Mariano 8 |       | Pts: Wallen 10 |  | Coliseo Eduardo Dibós, Lima Árbitros: Ángel Martínez (PUR) / Glenn Tuitt (USA) |  |

| 27 de julho 20:30 | Relatório | Venezuela     | 13–18 | República Dominicana     |  | Coliseo Eduardo Dibós, Lima Árbitros: Sonia Maldonado (PUR) / Carolina Zachi (BRA) |  |
| 27 de julho 20:30 | Relatório | Pts: Wallen 7 |       | Pts: Monsac, Hernández 6 |  | Coliseo Eduardo Dibós, Lima Árbitros: Sonia Maldonado (PUR) / Carolina Zachi (BRA) |  |

| 27 de julho 21:00 | Relatório | Estados Unidos | 21–7 | Brasil         |  | Coliseo Eduardo Dibós, Lima Árbitros: Ángel Martínez (PUR) / Gonzalo Paz (URU) |  |
| 27 de julho 21:00 | Relatório | Pts: Hebard 10 |      | Pts: Mineiro 3 |  | Coliseo Eduardo Dibós, Lima Árbitros: Ángel Martínez (PUR) / Gonzalo Paz (URU) |  |

| 27 de julho 21:30 | Report | Argentina        | 19–13 | Uruguai       |  | Coliseo Eduardo Dibos Árbitros: Kayla Herdman (CAN) / Carolina Zachi (BRA) |  |
| 27 de julho 21:30 | Report | Pts: Llorente 10 |       | Pts: Gayoso 8 |  | Coliseo Eduardo Dibos Árbitros: Kayla Herdman (CAN) / Carolina Zachi (BRA) |  |

| 28 de julho 16:00 | Report | República Dominicana | 17–13 | Uruguai         |  | Coliseo Eduardo Dibos Árbitros: Sonia Maldonado (PUR) / Glenn Tuitt (USA) |  |
| 28 de julho 16:00 | Report | Pts: Reynoso 9       |       | Pts: Dolinsky 6 |  | Coliseo Eduardo Dibos Árbitros: Sonia Maldonado (PUR) / Glenn Tuitt (USA) |  |

| 28 de julho 16:30 | Relatório | Brasil                | 13–16 | Argentina          |  | Coliseo Eduardo Dibós, Lima Árbitros: Kayla Herdman (CAN) / Ángel Martínez (PUR) |  |
| 28 de julho 16:30 | Relatório | Pts: Silva, Mineiro 4 |       | Pts: 4 jogadores 4 |  | Coliseo Eduardo Dibós, Lima Árbitros: Kayla Herdman (CAN) / Ángel Martínez (PUR) |  |

| 28 de julho 17:00 | Relatório | Venezuela    | 14–18 | Estados Unidos         |  | Coliseo Eduardo Dibós, Lima Árbitros: Gonzalo Paz (URU) / Carolina Zachi (BRA) |  |
| 28 de julho 17:00 | Relatório | Pts: Pérez 6 |       | Pts: Hebard, Ionescu 7 |  | Coliseo Eduardo Dibós, Lima Árbitros: Gonzalo Paz (URU) / Carolina Zachi (BRA) |  |

| 28 de julho 19:00 | Relatório | Estados Unidos         | 21–7 | República Dominicana |  | Coliseo Eduardo Dibós, Lima Árbitros: Carolina Zachi (BRA) / Sonia Maldonado (PUR) |  |
| 28 de julho 19:00 | Relatório | Pts: Hebard, Willams 7 |      | Pts: Monsac 5        |  | Coliseo Eduardo Dibós, Lima Árbitros: Carolina Zachi (BRA) / Sonia Maldonado (PUR) |  |

| 28 de julho 19:30 | Relatório | Argentina      | 14–11 | Venezuela     |  | Coliseo Eduardo Dibós, Lima Árbitros: Gonzalo Paz (URU) / Carolina Zachi (BRA) |  |
| 28 de julho 19:30 | Relatório | Pts: Boquete 8 |       | Pts: Wallen 8 |  | Coliseo Eduardo Dibós, Lima Árbitros: Gonzalo Paz (URU) / Carolina Zachi (BRA) |  |

| 28 de julho 20:00 | Report | Uruguai        | 16–20 | Brasil       |  | Coliseo Eduardo Dibos Árbitros: Sonia Maldonado (PUR) / Ángel Martínez (PUR) |  |
| 28 de julho 20:00 | Report | Pts: Gayoso 10 |       | Pts: Silva 7 |  | Coliseo Eduardo Dibos Árbitros: Sonia Maldonado (PUR) / Ángel Martínez (PUR) |  |

## Fase final
|  | Semifinais           | Semifinais         |    |                     | Final                | Final |  |
|  |                      |                    |    |                     |                      |       |  |
|  | 29 de julho – 9:00   |                    |    |                     |                      |       |  |
|  | Estados Unidos       | 21                 |    |                     |                      |       |  |
|  | Brasil               | 5                  |    |                     |                      |       |  |
|  |                      |                    |    |                     |                      |       |  |
|  |                      |                    |    |                     | 29 de julho – 13:00  |       |  |
|  |                      |                    |    |                     | Estados Unidos       | 21    |  |
|  |                      | Argentina          | 17 |                     |                      |       |  |
|  |                      |                    |    |                     |                      |       |  |
|  |                      |                    |    |                     |                      |       |  |
|  |                      |                    |    |                     | 3º lugar             |       |  |
|  | 29 de julho – 9:30   | 29 de julho – 9:30 |    | 29 de julho – 12:00 | 29 de julho – 12:00  |       |  |
|  | Argentina            | 21                 |    | Brasil              | 15                   |       |  |
|  | República Dominicana | 8                  |    |                     | República Dominicana | 20    |  |

### Semifinais
| 29 de julho 9:00 | Relatório | Estados Unidos | 21–5 | Brasil         |  | Coliseo Eduardo Dibós, Lima Árbitros: Kayla Herdman (CAN) / Sonia Maldonado (CAN) |  |
| 29 de julho 9:00 | Relatório | Pts: Ionescu 9 |      | Pts: Mariano 2 |  | Coliseo Eduardo Dibós, Lima Árbitros: Kayla Herdman (CAN) / Sonia Maldonado (CAN) |  |

| 29 de julho 9:30 | Relatório | Argentina      | 21–8 | República Dominicana |  | Coliseo Eduardo Dibós, Lima Árbitros: Gonzalo Paz (URU) / Carolina Zachi (BRA) |  |
| 29 de julho 9:30 | Relatório | Pts: Gretter 8 |      | Pts: Reynoso 4       |  | Coliseo Eduardo Dibós, Lima Árbitros: Gonzalo Paz (URU) / Carolina Zachi (BRA) |  |

### Disputa pelo 5º lugar
| 29 de julho 11:00 | Report | Venezuela      | 21–11 | Uruguai       |  | Coliseo Eduardo Dibos Árbitros: Sonia Maldonado (PUR) / Carolina Zachi (BRA) |  |
| 29 de julho 11:00 | Report | Pts: Márquez 8 |       | Pts: Gayoso 9 |  | Coliseo Eduardo Dibos Árbitros: Sonia Maldonado (PUR) / Carolina Zachi (BRA) |  |

### Disputa pelo bronze
| 29 de julho 12:00 | Relatório | Brasil                | 15–20 | República Dominicana |  | Coliseo Eduardo Dibós, Lima Árbitros: Kayla Herdman (CAN) / Sonia Maldonado (PUR) |  |
| 29 de julho 12:00 | Relatório | Pts: Três jogadores 4 |       | Pts: Reynoso 8       |  | Coliseo Eduardo Dibós, Lima Árbitros: Kayla Herdman (CAN) / Sonia Maldonado (PUR) |  |

### Final
| 29 de julho 13:00 | Relatório | Estados Unidos         | 21–17 | Argentina      |  | Coliseo Eduardo Dibós, Lima Árbitros: Ángel Martínez (PUR) / Carolina Zachi (BRA) |  |
| 29 de julho 13:00 | Relatório | Pts: Ionescu, Hebard 7 |       | Pts: Boquete 5 |  | Coliseo Eduardo Dibós, Lima Árbitros: Ángel Martínez (PUR) / Carolina Zachi (BRA) |  |

## Classificação final
| Pos.              | Equipe                   | Campanha | Campanha | Campanha |
| Pos.              | Equipe                   | V        | D        |          |
| ----------------- | ------------------------ | -------- | -------- | -------- |
| Medalha de ouro   | USA Estados Unidos       | 7        | 0        |          |
| Medalha de prata  | ARG Argentina            | 5        | 2        |          |
| Medalha de bronze | DOM República Dominicana | 4        | 3        |          |
| 4                 | BRA Brasil               | 2        | 5        |          |
| 5                 | VEN Venezuela            | 2        | 4        |          |
| 6                 | URU Uruguai              | 0        | 6        |          |